# Sena enkelblommiga tulpaner
Sena enkelblommiga tulpaner  (Tulipa ×gesneriana Sena Enkelblommiga Gruppen) är en grupp i familjen liljeväxter som omfattar enkla, sent (maj-juni) blommande sorter som blir cirka 50 cm höga. Gruppen är ingen systematisk enhet och flera sorter är mutationer av sorter i andra grupper.

### Webbkällor
- Walters, S.M. (1986). The European Garden Flora, Vol. 1. Pteridophyta; Gymnospermae; Angiospermae — Alismataceae to Iridaceae. ISBN 0-521-24859-0